# 한국관세사회
한국관세사회(韓國關稅士會, Korea Customs Brokers Association)는 관세사의 품위 및 자질의 향상, 직업윤리의 함양과 건전한 통관질서 확립을 위해 설립된 직역단체이다. 서울특별시 강남구 언주로 129길 20 (논현동) 한국관세사회관 6층에 위치하고 있다.

## 설립 근거
- 관세사법 제21조[4]

## 주요 업무
- 회원의 직무에 대한 지도와 감독
- 관세 및 관세사에 관한 법규의 조사연구 및 건의
- 관세사와 그 직무보조자에 대한 연수교육 및 평생교육 시설운영
- 관세업무에 관한 강습회의 개최
- 회보와 도서의 간행
- 회원 공제제도에 관한 사항
- 외국 및 국제관세단체와의 협력과 교류
- 관세청장이 위촉하는 사업
- 손해배상책임의 보장 등에 관한 공제사업
- 분쟁과 고충심사·조정
- 기타 본 회의 목적 달성에 필요한 사업

## 연혁
- 1976년 9월 5일 한국관세사회 창립총회. 초대 조규혁 회장 취임. 창립회원 59명
- 1976년 9월 20일 회칙 제정 (재무부 인가)
- 1976년 9월 27일 사무국 설치 및 회무 개시
- 1977년 2월 14일 관세사 윤리강령 제정
- 1978년 1월 7일 관세연수원 설치
- 1978년 8월 22일 회기 제작 및 관세사의 노래 제정
- 1982년 4월 10일 회보 관세사지 창간호 발간
- 1982년 6월 1일 관세사상조회 설립
- 1983년 12월 29일 관세사 등록에 관한 권한 수임 (관세청)
- 1990년 7월 26일 관세사회관 건립 (서울특별시 강남구 논현동 209-9번지)
- 1990년 11월 25일 국제관세사연맹(IFCBA) 창립회원국으로 가입
- 1993년 4월 24일 아세아·오세아니아관세사회연맹(FAOCBA) 가입
- 1995년 12월 6일 관세사법 제정
- 1999년 6월 30일 한국관세사회 홈페이지 개설
- 2001년 5월 3일 한국관세학회 단체회원으로 가입
- 2004년 3월 12일 관세사상조회 청산
- 2005년 1월 1일 한국관세사회공제회 설립
- 2009년 2월 12일 부설 한국원산지정보원 개원

## 조직

### 총회
- 이사회
- 감사
- 사이버교육센터

#### 한국관세사회장
- 윤리위원회
  - 직무보조자징계위원회
    - 분쟁·조정고충조정위원회
      - 제도발전위원회
- 예산결산위원회
  - 정보화위원회
    - 여성·청년위원회
- 상생협력위원회

##### 부회장
- 상근 이사
  - 총무부
  - 회원부
- 기획본부
  - 기획부
  - 연구실

## 소속기관
- 사이버교육센터

## 지부
- 서울지부[5]
- 구로지부
- 인천지부
- 인천공항지부[6]
- 부평지부
- 수원지부
- 안산지부
- 안양지부
- 평택지부
- 충북지부
- 대전충남지부
- 전북지부
- 광주지부
- 대구지부
- 구미지부
- 부산지부[7]
- 울산지부
- 경남지부
- 창원지부

## 같이 보기
- 한국세무사회
- 한국변리사회